# SparkyLinux
SparkyLinux ist eine Linux-Distribution aus Polen, die auf Debian basiert und vor allem für den Desktop-Einsatz zugeschnitten ist. Sie möchte ein schnelles, schlankes und voll anpassbares Betriebssystem sein, das verschiedene Versionen für verschiedene Anwendungszwecke bietet. Hierfür bietet die Distribution eine Reihe von unterschiedlichen angepassten leichtgewichtigen Desktops zur Auswahl an. Die Systemanforderungen sind akzeptabel, somit eignet sich SparkyLinux für fast jeden Computer – auch wenn die Hardware bereits veraltet ist. SparkyLinux wird auf der Vergleichsseite DistroWatch im vorderen Mittelfeld gelistet.

## Entwicklungsgeschichte
Das Projekt wurde im Oktober 2011 von Pawel Pijanowski (pavroo) und seinem Entwicklerteam erstellt. Ursprünglich wurde es als Remix auf Basis von Ubuntu (Xubuntu 11.04) entwickelt, bei dem der Standard-Xfce-Desktop entfernt und durch Enlightenment (e17) ersetzt wurde. Das System erhielt den Arbeitsnamen ue17r (Ubuntu Enlightenment 17 Remix). Im Januar 2012 wurde das Basissystem von Ubuntu auf Debian aus dem stabilen Zweig „Squeeze“ und teilweise aus dem Testzweig „Wheezy“ umgestellt. Seitdem hat die Distribution auch ihren Namen SparkyLinux.

## Besonderheiten
Die Distribution richtet sich an Nutzer älterer Hardware und bietet ein Baukastensystem, um ein individuelles System auf stabiler Basis zu errichten. Hierzu stehen auch spezielle Repositorys von SparkyLinux zur Verfügung um eigene Tools und Anwendungen von Drittanbietern zu verwenden.
SparkyLinux basiert auf dem „Stable“- und „Testing“-Zweig von Debian und verwendet im „Testing“-Zweig ein sogenanntes „(Semi-)Rolling-Release“. Diese Versionen werden mehrmals im Jahr aktualisiert, um jeweils die neuesten Versionen aller Anwendungen bereitzustellen. Ferner enthält die Distribution eine Sammlung von Werkzeugen und Skripten, die den Benutzern bei der einfachen Verwaltung des Systems helfen.
Die Standard-Desktop-Umgebungen sind LXQt (früher LXDE), MATE, Xfce und KDE. Des Weiteren steht auch eine MinimalGui genannte Variante zur Verfügung, hier wird als Desktop der ressourcenschonende Fenstermanager Openbox verwendet. Benutzer können jedoch andere Desktops über Sparky APTus installieren. Sparky APTus ist ein natives Tool zum Installieren und Löschen von Paketen.
SparkyLinux enthält von Haus aus einige proprietäre Pakete (unfreie Software) und stellt über Sparky APTus ein kleines Werkzeug namens Non-Free Remover zur Verfügung, mit dem alle contrib- und non-free-Pakete einfach vom System entfernt werden können.

## Varianten
Die SparkyLinux-ISO-Images (gekennzeichnet mit „i686 non-pae“ und „x86_64/amd64“) sind für 32-Bit- und 64-Bit-Computer mit BIOS- oder UEFI-Hauptplatine verfügbar. Bei den Standardvarianten stehen unterschiedliche Desktop-Umgebungen zur Wahl, zusätzlich wird auch eine Version für ARM-Prozessoren („ARMHF“ und „ARM64“) zum Download angeboten.
Bei der „Sparky rolling edition“ wird seit Mitte 2023 nur noch eine Version für 64-Bit-x86 „x86_64/amd64“ ausgeliefert.
- Die Standardvarianten aus den Zweigen stable, oldstable und oldoldstable richten sich an den normalen Linux Nutzer.
- Die MinimalGUI Edition wird mit der sehr ressourcenschonenden Desktop-Umgebung Openbox ausgeliefert.
- Die MinimalCLI Edition ist für fortgeschrittene Benutzer gedacht, die ihre Installation vollständig anpassen wollen. Es ist keine grafische Oberfläche vorhanden.
- Die GameOver Edition (nur für „(Semi-)Rolling“ verfügbar) richtet sich in erster Linie an Gamer. Sie enthält eine Vielzahl freier und quelloffener Spiele als auch einige essenzielle Programme, den Steam-Client, Wine und PlayOnLinux.[7]
- Die Multimedia Edition (nur für „(Semi-)Rolling“ verfügbar) bietet eine breite Palette von Werkzeugen zum Erstellen und Bearbeiten von Grafiken, Audio, Video und HTML-Seiten.[8]
- Die Rescue Edition (nur für „(Semi-)Rolling“ verfügbar) bietet ein Live-System mit einer großen Anzahl von Anwendungen für die Reparatur und Wiederherstellung (Datenrettung) defekter Betriebssysteme.[8]
- Die Development Variante richtet sich in erster Linie an Entwickler.

## Installation
Das SparkyLinux-ISO-Image kann nach dem Herunterladen auf eine leere DVD gebrannt, auf einen USB-Stick kopiert, oder in eine virtuelle Maschine installiert werden. Wenn das System von einem solchen vorbereiteten Medium läuft, kann es im Live-Modus ohne Installation verwendet oder auf einer ausgewählten Partition einer Festplatte oder eines anderen USB-Flash-Geräts installiert werden.
Im Live-System sind zwei Installationsprogramme verfügbar:
- Calamares – das Standardsystem-Installationsprogramm, das im grafischen Modus läuft und die Installation des Systems auf Computern mit BIOS und UEFI (32/64 Bit) ermöglicht.[10]
- SparkyLinux Advanced Installer – ist ein zusätzliches Installationsprogramm, das sowohl im grafischen als auch im Textmodus läuft. Es bietet Unterstützung für Computer mit BIOS und UEFI und wird für ältere Computer empfohlen die weniger als 1 GB RAM haben.

## Versionsgeschichte
| Legende                               | Legende                           | Legende          | Legende                |
| ------------------------------------- | --------------------------------- | ---------------- | ---------------------- |
| Alte Version – nicht mehr unterstützt | Ältere Version – noch unterstützt | Aktuelle Version | (Semi-)Rolling Version |

| Version | Name          | Status       | Freigabe           | Basis           | Support-Ende |
| ------- | ------------- | ------------ | ------------------ | --------------- | ------------ |
| 1.0     | Venus         | EOL          |                    | Debian Squeeze  |              |
| 2.0     | Eris          | EOL          |                    | Debian Wheezy   |              |
| 2.1     | Eris          | EOL          | 29. März 2013      | Debian Wheezy   |              |
| 3.0     | Annagerman    | EOL          | 27. Juli 2013      | Debian Jessie   |              |
| 3.1     | Annagerman    | EOL          | 30. September 2013 | Debian Jessie   |              |
| 3.2     | Annagerman    | EOL          | 10. Dezember 2013  | Debian Jessie   |              |
| 3.3     | Annagerman    | EOL          | 17. März 2014      | Debian Jessie   |              |
| 3.4     | Annagerman    | EOL          | 25. Juni 2014      | Debian Jessie   |              |
| 3.5     | Annagerman    | EOL          | 25. September 2014 | Debian Jessie   |              |
| 3.6     | Annagerman    | EOL          | 18. Dezember 2014  | Debian Jessie   |              |
| 4.0     | Tyche         | EOL          | 3. Juli 2015       | Debian Stretch  | Juli 2022    |
| 4.1     | Tyche         | EOL          | 28. September 2015 | Debian Stretch  | Juli 2022    |
| 4.2     | Tyche         | EOL          | 19. Dezember 2015  | Debian Stretch  | Juli 2022    |
| 4.3     | Tyche         | EOL          | 25. April 2016     | Debian Stretch  | Juli 2022    |
| 4.4     | Tyche         | EOL          | 18. August 2016    | Debian Stretch  | Juli 2022    |
| 4.5     | Tyche         | EOL          | 2. Dezember 2016   | Debian Stretch  | Juli 2022    |
| 4.6     | Tyche         | EOL          | 20. Juni 2017      | Debian Stretch  | Juli 2022    |
| 4.7     | Tyche         | EOL          | 18. November 2017  | Debian Stretch  | Juli 2022    |
| 4.8     | Tyche         | EOL          | 12. Mai 2018       | Debian Stretch  | Juli 2022    |
| 4.9     | Tyche         | EOL          | 9. November 2018   | Debian Stretch  | Juli 2022    |
| 4.10    | Tyche         | EOL          | 2. Mai 2019        | Debian Stretch  | Juli 2022    |
| 4.11    | Tyche         | EOL          | 9. Juli 2019       | Debian Stretch  | Juli 2022    |
| 4.12    | Tyche         | EOL          | 11. März 2020      | Debian Stretch  | Juli 2022    |
| 4.13    | Tyche         | EOL          | 4. Oktober 2020    | Debian Stretch  | Juli 2022    |
| 5.0     | Nibiru        | EOL          | 15. Juli 2017      | Debian Buster   | Juni 2024    |
| 5.1     | Nibiru        | EOL          | 25. September 2017 | Debian Buster   | Juni 2024    |
| 5.2     | Nibiru        | EOL          | 19. Dezember 2017  | Debian Buster   | Juni 2024    |
| 5.3     | Nibiru        | EOL          | 7. März 2018       | Debian Buster   | Juni 2024    |
| 5.4     | Nibiru        | EOL          | 11. Juni 2018      | Debian Buster   | Juni 2024    |
| 5.5     | Nibiru        | EOL          | 18. September 2018 | Debian Buster   | Juni 2024    |
| 5.6     | Nibiru        | EOL          | 16. Dezember 2018  | Debian Buster   | Juni 2024    |
| 5.7     | Nibiru        | EOL          | 5. März 2019       | Debian Buster   | Juni 2024    |
| 5.8     | Nibiru        | EOL          | 15. Juli 2019      | Debian Buster   | Juni 2024    |
| 5.9     | Nibiru        | EOL          | 6. Oktober 2019    | Debian Buster   | Juni 2024    |
| 5.10    | Nibiru        | EOL          | 11. Januar 2020    | Debian Buster   | Juni 2024    |
| 5.11    | Nibiru        | EOL          | 3. April 2020      | Debian Buster   | Juni 2024    |
| 5.12    | Nibiru        | EOL          | 6. Juli 2020       | Debian Buster   | Juni 2024    |
| 5.13    | Nibiru        | EOL          | 4. November 2020   | Debian Buster   | Juni 2024    |
| 5.14    | Nibiru        | EOL          | 3. Februar 2021    | Debian Buster   | Juni 2024    |
| 5.15    | Nibiru        | EOL          | 3. Mai 2021        | Debian Buster   | Juni 2024    |
| 5.16    | Nibiru        | EOL          | 13. Januar 2022    | Debian Buster   | Juni 2024    |
| 6.0     | Po Tolo       | oldoldstable | 19. August 2021    | Debian Bullseye | August 2026  |
| 6.1     | Po Tolo       | oldoldstable | 11. November 2021  | Debian Bullseye | August 2026  |
| 6.2     | Po Tolo       | oldoldstable | 10. Februar 2022   | Debian Bullseye | August 2026  |
| 6.3     | Po Tolo       | oldoldstable | 7. Mai 2022        | Debian Bullseye | August 2026  |
| 6.4     | Po Tolo       | oldoldstable | 13. August 2022    | Debian Bullseye | August 2026  |
| 6.5     | Po Tolo       | oldoldstable | 14. November 2022  | Debian Bullseye | August 2026  |
| 6.6     | Po Tolo       | oldoldstable | 6. Februar 2023    | Debian Bullseye | August 2026  |
| 6.7     | Po Tolo       | oldoldstable | 9. Mai 2023        | Debian Bullseye | August 2026  |
| 7.0     | Orion Belt    | oldstable    | 15. Juni 2023      | Debian Bookworm | Juni 2028    |
| 7.1     | Orion Belt    | oldstable    | 13. September 2023 | Debian Bookworm | Juni 2028    |
| 7.2     | Orion Belt    | oldstable    | 7. Dezember 2023   | Debian Bookworm | Juni 2028    |
| 7.3     | Orion Belt    | oldstable    | 14. März 2024      | Debian Bookworm | Juni 2028    |
| 7.4     | Orion Belt    | oldstable    | 11. Juni 2024      | Debian Bookworm | Juni 2028    |
| 7.5     | Orion Belt    | oldstable    | 18. September 2024 | Debian Bookworm | Juni 2028    |
| 7.6     | Orion Belt    | oldstable    | 4. Januar 2025     | Debian Bookworm | Juni 2028    |
| 7.7     | Orion Belt    | oldstable    | 10. April 2025     | Debian Bookworm | Juni 2028    |
| 7.8     | Orion Belt    | oldstable    | 15. Juli 2025      | Debian Bookworm | Juni 2028    |
| 8.0     | Seven Sisters | stable       | 14. August 2025    | Debian Trixie   |              |
| 2025.03 |               | testing      | (Semi-)Rolling     |                 |              |